# Postilion z Lonjumeau
Postilion z Lonjumeau (ve francouzském originále Le Postillon de Lonjumeau) je komická opera (opéra comique) o třech dějstvích francouzského skladatele Adolpha-Charlese Adama na libreto Adolpha de Leuvena (pseudonym hraběte Adolpha Ribbinga, 1800-1884) a Léona-Lévyho Brunswicka (vlastním jménem Léon Lhérie, 1805-1859). Poprvé byla uvedena v pařížské Opéra-Comique (tehdy v Salle de la place de la Bourse) dne 13. října 1836. Jako jediná se bez přestávky udržela na divadelním repertoáru a je vedle baletu Giselle Adamovým nejznámějším dílem.

## Vznik díla
Operou Postilion z Lonjumeau (původní název měl být Une Voix, ou Le Postillon, tj. Hlas aneb Postilion) v podstatě vyvrcholila první významná Adamova tvůrčí fáze. Po vynikajícím úspěchu Chaty v Alpách jí Adam potvrdil své postavení jednoho z nejvýznamnějších soudobých skladatelů francouzské komické opery.
Adam napsal Postiliona z Lonjumeau mezi listopadem 1835 a dubnem 1836 a datum premiéry, pátek třináctého, zvolil pro štěstí. To se skutečně dostavilo: opera dosáhla v Opéra-Comique více než 500 repríz, ještě větší úspěch však od počátku slavila na německých jevištích. Slavný tenor Theodor Wachtel (1823-1895), sám původně kočí, zpíval titulní roli více než 1000krát, mimo jiné 14. ledna 1863 v Brně. Německojazyčnou premiéru měl Postilion v pražském Stavovském divadle, a to dne 11. května 1837 v překladu V. A. Svobody. Před Prahou jej uvedly jen Antverpy, Brusel a Londýn. 4. října téhož roku byla opera uvedena i v brněnské Redutě. V češtině (v překladu Emanuela Züngela) se poprvé hrála v pražském Novoměstském divadle 27. června 1866, tedy v roce premiéry Braniborů v Čechách a Prodané nevěsty, v překladu Bedřicha Pešky.
Jako jediná Adamova opera se Postilion z Lonjumeau těší stabilní popularitě, i když zejména v menších divadlech. Titulní role je vyhledávanou tenorovou partií a zejména Chapelouova árie z prvního dějství Mes amis, écoutez l’histoire (v češtině Ó, slyšte historku tu krátkou), stoupající až k vysokému d, je oblíbeným bravurním kouskem. V českých zemích ji v poválečné době hrála divadla v Teplicích (1955), Liberci a Českých Budějovicích (1966), Ústí nad Labem (1980) a Plzni (1996). Nejoblíbenější je v Opavě, kde se hrála v letech 1952 a 1977 a kde Slezské divadlo Opava uvedlo i zatím poslední české nastudování (premiéra 20. 4. 2008 s Michalem Pavlem Vojtou v titulní úloze).
Vedle velmi vděčných koloraturních árií pro tenor i pro soprán zajistilo opeře popularitu i ironicky představené prostředí operního divadla, do kterého účinkující vždy mohli vkládat vlastní náhled a zkušenosti. Děj umožňoval divákovi přímo operetní uskutečnění snů: prostý kočí se stane pěveckou hvězdou, má aféru s krásnou a bohatou ženou a přitom vlastně zůstává věrný vlastní manželce…
Opera Postilion z Lonjumeau má vedle krátké předehry 13 zpěvních čísel proložených mluvenými dialogy ve třech dějstvích, představení trvá asi dvě a půl hodiny.

## Osoby a první obsazení

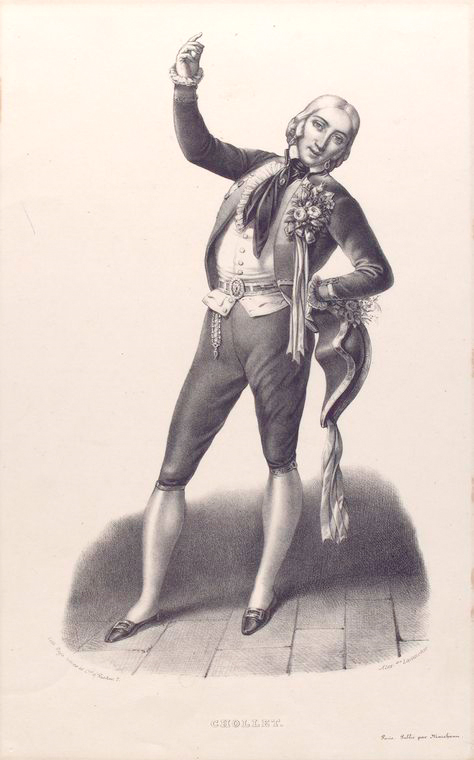
Jean-Baptiste Chollet, první Chapelou

| osoba | hlasový obor | premiéra (13.10.1836)   |
| --- | ------------ | ----------------------- |
| Chapelou, postilion, později pod jménem Saint-Phar pěvec pařížské Opery                                  | tenor        | Jean-Baptiste Chollet   |
| Madeleine, jeho žena, později pod jménem paní de Latour                                                  | soprán       | Geneviève-Aimée Prévost |
| Biju, kovář, později pod jménem Alcindor sborista v pařížské Opeře                                       | bas          | Henri                   |
| Markýz de Corcy, ředitel pařížské Opery                                                                  | tenor        |                         |
| Bourdon, sbormistr v pařížské Opeře                                                                      | bas          |                         |
| Rose, komorná paní de Latour                                                                             | mluvená role | Roy                     |
| Svatebčané, vesničané, pěvci a sboristé pařížské Opery, hosté paní de Latour, šlechta, služebnictvo, lid |              |                         |

## Děj opery
Děj se odehrává ve Francii za vlády Ludvíka XV.

### 1. dějství
(Náves před poštou v Lonjumeau, 1756) Postilion Chapelou a mladá poštmistryně Madeleine Hochzeit slaví svatbu (sbor "Le joli mariage - Mon petit mari"). Oba novomanželé však přemýšlejí i nad tím, co svatbou obětovávají: Chapelou veselý mládenecký, ačkoli mu věštkyně prorokovala, že má najít čest a slávu v Paříži - a Madeleine přízeň své bohaté tetičky, ačkoli ji táž věštkyně varovala, že ji ten, kdo ji má rád, náhle opustí (duet "Quoi, tous les deux?"). Podle zvyku část svatebčanů «unese» nevěstu, zatímco ženich se musí vyplatit písní (sbor "Jeunes époux, voici l’heure fortunée" a Chapelouovo rondo "Mes amis, écoutez l’histoire"). Náhodou je v tu dobu v důsledku nehody kočáru nucen ve vsi zastavit intendant pařížské královské opery markýz de Corcy, právě na lovu nových hlasů, a je Chapelouovým zpěvem uchvácen, Nabídne mu roční plat 10 000 zlatých plus 100 zlatých za každé vystoupení. Chapelou po krátkém váhání souhlasí s okamžitým odjezdem do Paříže. Madeleine po návratu zjistí, že ji novomanžel opustil, a rozhořčena se tedy vydává za svou tetou (finále "A mes désirs il faut te rendre").

### 2. dějství
(Rokokový salón venkovského sídla paní de Latour poblíž Fontainebleau, 1766) Madeleine zdědila po tetě značné bohatství i jméno paní de Latour a pozvala k účinkování na slavnosti na svém venkovském sídle soubor zpěváků z královské opery, mezi nimi i největší hvězdu, tenora Saint-Phara, což není nikdo jiný než Chapelou (Madeleinina árie "Je vais donc le revoir - Hélas, quelle est ma peine"). Společnost přichází. Saint-Phar svou manželku nepoznává, ačkoli mu ji «paní de Latour» připomíná natolik, že se do ní zamiluje - k nemilosti markýze de Corcy, který se jí sám dvoří. Saint-Phar se zmocní sentimentální serenády, kterou markýz pro paní de Latour zkomponoval, a dojemně ji sám přednese (ansámbl "Ah! Quel tourment!" a romance "Assis au pied d’un hêtre"). Saint-Phar vyzná paní de Latour lásku a ta je ochotna ji vyslyšet - leč pod podmínkou okamžitého sňatku (duet "Grâce au hasard"). Saint-Phar přislíbí, protože je však již ovšem ženat, přemluví sbormistra Alcindora (což není nikdo jiný než lonjumeauský kovář Biju, který si na své nové postavení o něco dříve postěžoval v árii "Oui, des choristes du théâtre"), aby se převlékl a vydával za kaplana. Tuto konverzaci ovšem vyslechne zhrzený markýz a vyzradí ji paní de Latour, která už ví, co si s informací počít. Snoubenci veřejně novinku ohlásí (finále "Ah! quelle étonnante nouvelle!").

### 3. dějství
(Místo jako v 2. dějství) Madeleine aneb paní de Latour hodlá Saint-Pharovu léčku obrátit ve svůj prospěch: včas nahradí falešného kaplana skutečným. Sant-Phar a paní de Latour jsou oddáni v zámecké kapli (ceremoniální sbor "Du vrai bonheur" a šťastný tenor slibuje být lidu dobrotivým pánem (árie "A la noblesse je m’allie"). Markýz ale přichází s odhalením: Saint-Phar alias Chapelou se dopustil bigamie, za což je trest smrti pověšením. Chapelou chce spolu s Bijuem uprchnout (situačně komický tercet "Pendu!"), ale objeví se mu Madeleine střídavě ve starých šatech jako původní manželka a střídavě jako «paní de Latour», čímž uvede Chapeloua v naprosté zoufalství. Navíc se markýz vrací s policií. Madeleine se konečně smiluje a celou záležitost vysvětlí: Chapelou / Saint-Phar byl skutečně celou dobu jen věrným manželem (duet a finále "A ma douleur soyez sensible").

## Nahrávky
Existuje řada nahrávek opery "Postilion z Lonjumeau", z nichž nejreprezentativnější a nejintegrálnější je Fultonova:
- 1962, zpívají (Chapelou:) John van Kesteren, (Madeleine:) Stina Britta Melander, (Biju:) Ivan Sardi, (markýz de Corcy:) Ernst Krukowski, (Bourdon:) Fritz Hoppe. RIAS Chor und Symphonie-Orchester Berlin diriguje Reinhert Peters. (Eurodisc 300 03-420, 2 LP). V německém překladu (Der Postillon von Lonjumeau ) a přepracování W. Kocha, pouze zpěvní čísla.

- 1965, zpívají (Chapelou:) Nicolai Gedda, (Madeleine:) Ruth-Margret Pütz, (Biju:) Franz Crass, (markýz de Corcy:) Franz Klarwein. Bayerisches Staatsorchester diriguje Fritz Lehmann. (EMI 25 2220 2, 2 CD). V německém překladu (Der Postillon von Lonjumeau ).

- 1973, zpívají (Chapelou:) Charles Burles, (Madeleine:) Anne-Marie Sanial, (markýz de Corcy:) Jacques Doucet. Chœurs et Orchestre du Grand Théâtre de Nancy diriguje Paul Ethuin. (Voce 49, 2 LP)

- 1986, zpívají (Chapelou:) John Aler, (Madeleine:) June Anderson, (Biju:) Jean-Philippe Lafont, (markýz de Corcy:) François Le Roux, (Bourdon:) Daniel Ottevaere, (Rose:) Balvina de Courcelles. Ensemble choral Jean Laforge a Orchestre philharmonique de Monte-Carlo diriguje Thomas Fulton. (EMI 747 554-8, 2 CD)

- 1992, zpívají (Chapelou:) Robert Swensen, (Madeleine:) Pamela Coburn, (Biju:) Peter Lika, (markýz de Corcy:) Florian Prey, (Bourdon:) Jürgen Linn. Stuttgarter Choristen a Orchester des SWR Kaiserslautern diriguje Klaus Arp. (Capriccio 60 040-2, 2 CD) V německém překladu (Der Postillon von Lonjumeau ), verze o dvou dějstvích.

Nejslavnějším číslem je zmíněná árie Mes amis, écoutez l’histoire, která byla nahrána nespočetněkrát (Josef Schmidt, Helge Rosvaenge, William Matteuzzi, Nicolai Gedda, Janez Lotrić, Andreas Post, Rockwell Blake...). Z našich pěvců ji nazpíval například Beno Blachut.

## Film
Zfilmovanou podobu Postilóna z Lonjumeau natočil v Rakousku roku 1936 Karel Lamač pod názvem Der Postillon im Hochzeitsfrack. Scénář napsal Karl Peter Gillman a hráli mj. Alfred Neugebauer, Thekla Arensová, Leo Slezak, Rose Stradnerová a Willy Eichberger.